# Antonio González Calderón
Antonio González Calderón. (Melilla, 1915 - 3 de octubre de 2006). Periodista, autor dramático y guionista español. 

## Biografía
Con 17 años se integró en el mundo de la radio y no abandonó su carrera en ella hasta la jubilación. Fue guionista, realizador y autor de programas radiofónicos, la mayoría de ellos en la Cadena SER a la que estuvo vinculado desde muy joven y en la que se le considera padre de actores.

### Postguerra
Finalizada la guerra civil española, impulsó el espacio Teatro del aire (1942), en las ondas de la Cadena SER, en el que se interpretaban obras de teatro clásico y a través del cual se forjó el mítico cuadro de actores de Radio Madrid, por el que desfilaron algunas de las voces más representativas de la historia de la radiodifusión en España, como Juana Ginzo o Matilde Conesa.
En plena dictadura franquista una época de censura rampante en los medios de comunicación y con monopolio informativo cedido a la cadena pública Radio Nacional de España, supo también sortear las dificultades, poniendo en marcha el magacín Matinal SER, espacio que bajo formato de variedades, de forma tímida daba a conocer a los españoles algunas noticias de carácter político.

### Información pública
Fue el principal impulsor de la creación, en 1972, de los servicios informativos de la Cadena Ser a través del programa 'Hora 25', presentado por el periodista Manuel Martín Ferrand, lo que no estuvo exento de problemas debido a que se acaba de autorizar a las emisoras privadas a emitir sus propios informativos al margen del boletín de Radio Nacional de España. 

## Premios
Antonio González Calderón recibió el Premio Ondas en dos ocasiones: en 1954, en su primera edición; y en 1999 al que no pudo acudir por su avanzada edad.

## Legado familiar
Su hijo, Javier González Ferrari ha continuado la tradición artística de la familia.